# Enigma numărului 23
Enigma numărului 23 se referă la convingerea că cele mai multe incidente și evenimente sunt conectate direct cu numărul 23, unele modificări cu privire la numărul 23 sau un număr cu privire la numărul 23. 

## Originile
Robert Anton Wilson îl citează pe William S. Burroughs ca fiind prima persoană care a crezut în enigma acestui număr.
23. Wilson, într-un articol din Fortean Times, relatează următoarea poveste:
„am auzit prima dată de enigma numărului 23 de la William Burroughs, autor al Naked Lunch, Nova Express, etc. Potrivit lui Burroughs, el a cunoscut un anume căpitan Clark, în jur anului 1960 în Tangier, care o dată s-a lăudat că a navigat 23 ani fără niciun accident. Chiar în acea zi, nava lui Clark a avut un accident care a ucis pe toată lumea de la bord. În plus, în timp ce Burroughs se gândea la acest exemplu crud al ironiei zeilor, un buletin de știri la radio a anunțat prăbușirea unui avion de linie din Florida, SUA. Pilot a fost un alt căpitan Clark iar zborul era numărul 23..”

## Discordianism
Principia Discordia afirmă că "Toate lucrurile se întâmplă în multipli de cinci sau sunt divizibile de către multiplii lui cinci, sau sunt cumva, direct sau indirect corespunzătoare cu 5 "—acest lucru este menționat ca Legea lui Cinci. Enigma numărului 23 este privită ca un corolar al acestei legi. Acesta poate fi văzută în trilogia The Illuminatus! scrisă de Robert Anton Wilson și Robert Shea (acesta fiind numită "fenomenul 23/17"), în Cosmic Trigger I: The Final Secret of the Illuminati de Wilson (acesta fiind numită "Legea lui Cinci" și "Enigma numărului 23"), în Challenge of Chance de Arthur Koestler, precum și în Principia Discordia. În aceste lucrări, 23 este considerat norocos, ghinionist, sinistru, ciudat sau sacru la zeița Eris sau la zeii din Mitologia Cthulhu. 
Ca și în cele mai multe revendicări ale numerologiei, această enigmă poate fi privită ca un exemplu de apofenie, efect de selecție sau de confirmare a prejudecăților. În interviuri, Wilson a recunoscut natura de auto-îndeplinire a enigmei, ceea ce presupune că valoarea reală a Legilor lui 5 și 23 constă în demonstrarea puterii minții de a percepe adevărul în aproape nimic. 
„Când începi căutarea unui lucru ai tendința de a-l găsi. Acesta este asemănător cu faptele lui Simon Newcomb, un astronom mare, care a scris dovada matematică că zborul obiectelor mai grele decât aerul este imposibil și a publicat-o cu o zi înainte ca frații Wright să decoleze. Eu vorbesc despre oameni care au găsit un model în natură și au scris mai multe articole științifice acceptate de către o mare parte din comunitatea științifică înainte de a se demonstra, în general, că nu exista un astfel de model, totul era doar percepție selectivă.”
În trilogia Illuminatus!, el își exprimă același punct de vedere: că se poate găsi o semnificație numerologică la orice, cu condiția să existe „suficientă istețime”